# Зелинская, Зоя Николаевна
Зоя Николаевна Зелинская (8 декабря 1929, Москва, РСФСР, СССР — 29 апреля 2024, Москва, Россия) — советская и российская актриса театра и кино. Народная артистка РСФСР (1991), заслуженный деятель культуры Польши (1976).

## Биография
Родилась 8 декабря 1929 года в Москве. Девичья фамилия — Ющук. Отец работал в Моссовете, заведовал транспортом столицы. Семья жила в однокомнатной квартире в Шмитовском проезде.
Когда одного из родственников отца посадили, он отправился строить дорогу на Колыму. Во время войны Зоя, как и другие дети, работала на золотых приисках. После войны семья вернулась в Москву. В школьные годы начала работать манекенщицей в Доме моделей. Занималась вокалом.
В 1954 году окончила ГИТИС, факультет актёров музыкальных театров (курс Андрея Гончарова). 
С 1954 года — актриса Московского театра сатиры. Служила в Театре сатиры 70 лет.
Более всего известна по роли пани Терезы в телевизионной передаче «Кабачок „13 стульев“», режиссёром которой был её первый муж Георгий Зелинский.
В 2000-е годы выступала на сцене Центрального Дома актёра им. А. А. Яблочкиной.
В 1956 году дебютировала в кино, сыграв в эпизоде знаменитой комедии «Карнавальная ночь».
Среди фильмов с её участием следует выделить такие, как «Пчёлка», «Предсказание», «Мужчины и женщины», «Тесты для настоящих мужчин».
В последние годы жизни в кино не снималась. Занималась обучением театральной молодёжи. Участвовала в озвучивании фильмов.

### Смерть и похороны
Скончалась 29 апреля 2024 года в Москве на 95-м году жизни от инсульта. Похоронена на Троекуровском кладбище.

## Семья
- Муж — режиссёр Георгий Зелинский (1926—2001), работал в Театре сатиры заведующим труппой и помощником главного режиссёра, режиссёр «Кабачка 13 стульев». Вышла замуж, когда училась на последнем курсе ГИТИСа. Вместе прожили 10 лет. Детей в браке не было.
- Муж — журналист Валерий Леднев  (1922—1987).
  - сын — Сергей Леднев.
    - внук — Андрей Леднев.

## Творчество

### Роли в театре
- «Женский монастырь» (В. Дыховичный, М. Слободской) — Лиза Стратова
- «Дом, где разбиваются сердца» (Дж. Б. Шоу) — Элли
- «Баня» (В. В. Маяковский) — мадам Мезальянсова
- «Клоп» (В. В. Маяковский)
- «Затюканный апостол» (А. Е. Макаёнок) — мама
- «Трёхгрошовая опера» (Б. Брехт) — Селия Пичем
- «Идеальный муж» (О. Уайльд) — леди Маркби
- «Интервенция» (Л. И. Славин) — Мария Токарчук
- «Секретарши» (Ю. Б. Васильев) —  Секретарша с букетом
- «Где мы?!…» (Р. Овчинников, премьера 7 февраля 2018) — вторая мать
- «Триумф на Триумфальной»
- «Нам всё ещё смешно» (А. Ширвиндт)
- «Староновогодний кабачок. Праздничная феерия в специальной шоу-программе от Театра Сатиры» - режиссёр: Антон Буглак; руководители постановки: Антон Буглак, Сергей Землянский, Илья Малаков, Карина Муса (12 января и 13 января 2023 — всего два спектакля)

### Фильмография
1. 1956 — Карнавальная ночь — эпизод
2. 1965 — Подъезд № 6 (фильм-спектакль)
3. 1968—1980 — Кабачок «13 стульев» — пани Тереза
4. 1970 — 37 су господина Монтодуана (фильм-спектакль) — госпожа Монтодуан
5. 1971 — Когда море смеётся (фильм-спектакль) — Изабелла Гильберт
6. 1974 — Маленькие комедии большого дома (фильм-спектакль) — Лариса, певица
7. 1975 — Дом, где разбиваются сердца (фильм-спектакль) — Элли
8. 1979 — Мужчины и женщины (короткометражный фильм)
9. 1979 — Цветок душистый прерий (фильм-спектакль) — Этель
10. 1983 — Крамнэгел (фильм-спектакль) — Жена Крамнэгела
11. 1987 — Гнездо глухаря (фильм-спектакль) — Юлия, переводчица
12. 1991 — Линия смерти — домработница Стяжко
13. 1992 — Плащаница Александра Невского — Сотрудница ЖЭКа
14. 1992 — Риск без контракта — Лидия Николаевна
15. 1993 — Предсказание — Анна Васильевна
16. 1993 — Пчёлка
17. 1995 — На углу у Патриарших — Майя Дмитриевна
18. 1998 — Тесты для настоящих мужчин — мать Никиты
19. 1999 — Д. Д. Д. Досье детектива Дубровского (13 серия) — Любовь Ивановна
20. 1999 — Директория смерти
21. 2002 — Провинциалы — интеллигентная старушка
22. 2003 — Евлампия Романова. Следствие ведёт дилетант — Ольга Васильевна Митепаш
23. 2004 — Сыщик без лицензии — Клавдия Перельман
24. 2004 — Под небом Вероны — бабушка Романа
25. 2005 — Внимание, говорит Москва! — мать Ромашина
26. 2008 — Новые времена, или Биржа недвижимости — Антонина Глебовна
27. 2009 — Воротилы — Анна Алексеевна, бабушка Алёны

### Озвучивание
1. 1971 — Чужие следы — Лиса
2. 1981 — Шиворот-навыворот — Мама 13-го

## Награды и звания
- Медаль «В ознаменование 100-летия со дня рождения Владимира Ильича Ленина» (1970)
- Заслуженная артистка РСФСР (16 октября 1974)[8]
- Медаль «Ветеран труда»
- Народная артистка РСФСР (20 мая 1991)[9]
- Медаль «В память 850-летия Москвы» (1997)
- Орден Дружбы (29 июня 2005)[10]
- Орден Почёта (6 декабря 2019)[11]
- Диплом им. заслуженной артистки РСФСР В. Г. Вагриной (2022) — «за талант и бескомпромиссность в искусстве»